# 구고사 및 김완장군 부조묘
구고사 및 김완장군 부조묘(九皐祠 및 金完將軍 不조廟)는 대한민국 전라남도 영암군 서호면 화송리에 있는, 조선 중기의 무신 양무공 김완(1577∼1635) 장군의 영정과 위패를 모신 사당이다. 1981년 10월 20일 전라남도의 기념물 제49호로 지정되었다.

## 개요
조선 중기의 무신 양무공 김완(1577∼1635) 장군의 영정과 위패를 모신 사당이다.
선조 30년(1597)에 정유재란이 일어나자 전라도 병마절도사 이복남 장군과 함께 용맹을 떨쳤다. 광해군 7년(1615) 무과에 급제한 후 여러 관직을 역임하였고 인조 2년(1624) 이괄의 난이 일어나자 공을 세워 3등공신으로 학성군에 봉해졌다. 인조 12년(1634) 황해도 병마절도사를 지내면서 세상을 떠났으며 죽은 후에는 병조판서로 벼슬이 높여졌다.
구고사는 장군의 영정과 위패가 모셔진 집이고 부조묘는 장군이 죽은 후에 왕명으로 세워졌는데 불에 타 1979년에 복원하였다.

## 주변 건축 허용기준
2020년 1월 16일 '전라남도 지정문화재 역사문화환경 보존지역 내 건축행위 등에 관한 허용기준'이 고시되었다.

## 참고 문헌
- 구고사 및 김완장군 부조묘 - 국가유산청 국가유산포털